# 拉姆齊·克拉克
威廉·拉姆齊·克拉克（英語：William Ramsey Clark，1927年12月18日—2021年4月9日），生於美國德克薩斯州達拉斯，美國律師、社會運動者及前行政官員。在林登·詹森總統時代，他曾服務於美國司法部，並於1967年至1969年間擔任美國司法部長。在他監督下起草並扮演重要推動角色的法案有《1965年投票權利法》（Voting Rights Act of 1965）與《1968年公民權利法》（Civil Rights Act of 1968）。離開公職後，克拉克領導了許多激進的活動，包括反對反恐戰爭；他也替許多爭議性人物提供法律辯護，例如查尔斯·泰勒、斯洛博丹·米洛塞維奇和萨达姆·侯赛因。

## 生平
在第二次世界大戰時，拉姆齊於1945年至1946年間服役於美國海軍陸戰隊。1949年，在德州大學奧斯汀分校取得文學士學位。1950年，在芝加哥大學取得碩士與法學博士。